# Maudaha
Maudaha là một thành phố và là nơi đặt ban đô thị (municipal board) của quận Hamirpur thuộc bang Uttar Pradesh, Ấn Độ.

## Địa lý
Maudaha có vị trí 25°41′B 80°07′Đ / 25,68°B 80,12°Đ Nó có độ cao trung bình là 120 mét (393 feet).

## Nhân khẩu
Theo điều tra dân số năm 2001 của Ấn Độ, Maudaha có dân số 34.417 người. Phái nam chiếm 53% tổng số dân và phái nữ chiếm 47%. Maudaha có tỷ lệ 61% biết đọc biết viết, cao hơn tỷ lệ trung bình toàn quốc là 59,5%: tỷ lệ cho phái nam là 69%, và tỷ lệ cho phái nữ là 51%. Tại Maudaha, 16% dân số nhỏ hơn 6 tuổi.